# Buslijn 84 (Rotterdam-Barendrecht)
Buslijn 84 is een buslijn in de regio Rotterdam, die wordt geëxploiteerd door de RET. De lijn rijdt van het winkelcentrum en OV-knooppunt Zuidplein naar het treinstation Barendrecht.

## Geschiedenis

### Lijn 184
De huidige buslijn bestaat sinds 14 december 2014 met het ingaan van de nieuwe dienstregeling. Tot en met 13 december 2014 werd dezelfde route gereden onder buslijn 184 . Tussen eind 2008 en eind 2011 werd de lijn gereden door Qbuzz, waarna de exploitatie overging naar de RET.
De RET liet de lijn per 14 december 2014 opsplitsen in lijn 84 en lijn 184. Lijn 184 reed tussen de haltes Zuidplein en J.G. Oemvliet in Barendrecht dezelfde route Barendrecht, maar vanaf daar reed deze lijn naar de wijk Vrouwenpolder. Per 11 december 2016 is lijn 184 definitief opgeheven en wordt het stuk door de Vrouwenpolder overgenomen door lijn 183.